# باغصق
باغصق هي قریة تاریخیة تقع في شمال جمهورية إيران، وفي محافظة خراسان شمالي تحديداً. أهلها یتکلمون باللغة الكردیة.

## نسبهم
نسبهم یصل إلی الأکراد في مدینة زاخو الواقعة في شمال العراق. وقد هاجروا من هذه المنطقة بالجبر والتبعید من جانب حاکم إيران آنذاك، والذي كان يَنتمي إلى الحكومة الزندیة في إیران.

## من مشاهیر أعلامها
- یحیی علوي فرد شاعر ومؤلف وصحفي.
- یحیی الباغصقي يَعزف الموسیقى بآلة محددة اسمها بالفارسیة «ني» (ney).
- مصطفی دلیریان الریاضي فی قسم جودو فی العالم.

## موقعها علی الإنترنت بالفارسیة
- موقع باغصق الرسمي.